# Wiremia
Wiremia – stan definiowany jako obecność we krwi mogących się namnażać wirusów.